# 周厝崙
周厝崙，是臺灣彰化縣埤頭鄉的一個傳統地域名稱，位於該鄉北部。相較於今日行政區，其範圍大致包括豐崙村、興農村西北半部。

## 歷史
台灣清治末期至日治初期，周厝崙地區為一街庄，稱為「周厝崙庄」，隸屬於二林下堡。該庄北及東北與塗仔崙庄、西勢厝庄、海豐崙庄為鄰，東南與埤頭庄為鄰，南邊為崙仔庄，西邊為大排沙庄。
1901年（日治明治三十四年）11月，全台廢縣廳改設二十廳，該庄隸屬於彰化廳。1903年（明治三十六年）6月，該庄編入「小埔心區」，隸屬於彰化廳。1909年（明治四十二年）10月，合併二十廳為十二廳，小埔心區改隸屬於臺中廳。1920年（大正九年），廢廳、支廳、區、街庄（舊制）改設州、郡、街庄（新制）、大字，該庄改制為「周厝崙」大字，隸屬於臺中州北斗郡埤頭庄。
戰後埤頭庄改制為埤頭鄉，隸屬於臺中縣，大字亦改制為村。1950年10月，中、彰、投分治，埤頭鄉改隸屬彰化縣。

## 聚落
本地區發展較早的聚落有周厝崙、曾厝等，在日治期初期的官方地圖上已有記載。此外，本地區尚有十號仔、沙崙頭、溪底東寮、溪底西寮、菁埔等聚落。

## 交通
國道1號又稱「中山高速公路」，是貫穿台灣西部的兩條縱向高速公路之一，大致以北北東—南南西走向蜿蜒經過周厝崙地區東部邊界外不遠處。北側最近的交流道是縣道148號交會處的員林交流道，南側最近的是與縣道150號以引道相連的北斗交流道。由此等可快速前往國道1號沿線各地。
省道台19線（彰水路四段、東環路三段）又稱「中央公路」，是彰化至台南永康的幹道，大致以北北東—南南西走向轉西北—東南走向經過本地區東部。由該道路向北北東可前往溪湖、埔鹽、福興東南端、秀水等地，向東南繞大彎轉西微北再轉西南可繞過埤頭市區（小埔心）前往竹塘、二崙、崙背等地。
鄉道彰128線（光復東路、光復東路342巷）是萬興至十一號的道路，其東側端點位於本地區中部偏東的f省道台19線路。由此向西北微北而行，經鄉道彰137線起點路口後轉東北微南，至邊界處轉西北微北出境後，可前往西勢厝西南端、塗子崙、萬興並止於縣道148號舊線（二溪路六段）路口。
鄉道彰130線（埤頭路）是相思橋至埤頭的道路，大致以西向東由本地區西部邊界北側入境後，經鄉道135線路口後轉南微東再轉東南微南，經鄉道137線路口後至省道台19線路口，轉北北東與其共線一小段路後，至埤頭路（十號路）路口轉東南微南，至鄉道彰51線左側路口後與其線，順路轉南南西後出境。由該道路向西可前往大排沙北部並止於其西北側的鄉道彰129線路口，向南南西經鄉道彰51線右側路口後獨行再轉南南東可前往埤頭聚落西北側並止於鄉道彰148線路口。
鄉道彰135線（溪底路）是港尾至厝子的道路，其南側端點位於本地區南部邊界西側的鄉道彰148線路口。由此向北轉東北經周厝崙（菁埔）聚落後轉北微東再轉北，經鄉道彰130線路口後，轉西北可前往塗子崙的港尾聚落並止於鄉道彰128線路口。
鄉道彰137線（豐崙路）是十一號至埤頭的道路，其北側端點位於本地區東北部邊界中的鄉道彰128線路口。由此向西南西轉西南蜿蜒而行，經鄉道彰130線路口後至溪底東寮聚落東側轉南再轉南南西再轉南南東，至鄉道彰148線左側路口與其共線後轉南南西，其後沿一小段邊界而行，至鄉道彰148線右側路口出境並獨行，可前往崙子南部邊界中央偏東並止於省道台19線舊線（彰水路三段）路口。
鄉道彰148線（東勢巷、崙子路、豐崙路、環東路二段）是東勢至埔尾的道路，大致以西微北－東微南走向由本地區西南角入境後沿南部邊界而行，經鄉道彰135線終點路口後，轉東南續沿邊界而行，至崙子聚落西郊因邊界線北移而出境，至鄉道彰137線路口轉北北東與其共線後，沿本地區北部凸出部分東側邊界而行，入境後至埤周路路口轉東北東獨行，經周厝崙聚落時繞大彎轉東南，至省道台19線轉角路口續行與其共線後，到達本地區南部邊界東側並沿邊界而行，經鄉道彰151線路口後出境。由該道路西段向西微北可前往大排沙的東勢聚落並止於鄉道彰133-1線路口，由東段向東南轉東南微東獨行後可前往埤頭的埔尾聚落並止於縣道150號路口。
鄉道彰151線是三角子至埤頭的道路，大致以東北－西南走向由本地區東北部邊界偏東南處入境，至垃圾掩埋場前轉東南，過東螺溪橋後蜿蜒而行，其後順路轉西南微西，至十號仔聚落的縣道彰130號路口轉東南微南與其共線，其後轉南南西出聚落並出境，過圳道興農橋後路口轉北北西沿圳道南岸獨行，至路口轉西南再回到邊界並沿邊界線而行，至本地區極南點經省道台19線路口轉南南西並出境。由該道路向東北可前往海豐崙西端、西勢厝東南部並止於其北側邊界地帶的鄉道彰141線路口，向南南西可前往崙子東部並止於省道台19線舊線（彰水路四段、三段）路口。

## 學校
- 豐崙國小